# Дернівська сільська рада (Баришівський район)
| Дернівська сільська рада — колишній орган місцевого самоврядування у Баришівському районі Київської області з адміністративним центром у с. Дернівка. Історична дата утворення: в 1989 році. Сільській раді були підпорядковані населені пункти: - с. Дернівка - с. Хлопків |

## Склад ради
Рада складалася з 12 депутатів та голови.

### Керівний склад ради
| ПІБ                        | Основні відомості                                                                      | Дата обрання | Дата звільнення |
| -------------------------- | -------------------------------------------------------------------------------------- | ------------ | --------------- |
| Шовть Лариса Володимирівна | Сільський голова, 1969 року народження, освіта, Всеукраїнське об'єднання «Батьківщина» | 26.03.2006   | 31.10.2010      |
| Шовть Лариса Володимирівна | Сільський голова, 1969 року народження, освіта вища, член Партії регіонів              | 31.10.2010   |                 |

Примітка: таблиця складена за даними джерела

## Населення
За переписом населення України 2001 року в сільській раді мешкало 520 осіб.

### Мова
Розподіл населення за рідною мовою за даними перепису 2001 року:
| Мова       | Відсоток |
| ---------- | -------- |
| українська | 98,08 %  |
| російська  | 1,92 %   |